# 다누마역
다누마역(일본어: 田沼駅, たぬまえき)은 일본 도치기현 사노시에 있는 도부 철도 사노 선의 역이다. 역 번호는 TI 37이다. 특급 "료모"의 정차역이다.

## 역사
- 1894년 3월 20일: 영업 개시.

## 역 구조
섬식 승강장 1면 2선의 지상역이다. 역사는 선로의 서쪽에 있고 승강장은 지하도에서 연결된다.

### 승강장
| 번호 | 노선    | 방향 | 행선            |
| ---- | ------- | ---- | --------------- |
| 1    | 사노 선 | 하행 | 구즈 방면       |
| 2    | 사노 선 | 상행 | 다테바야시 방면 |

## 역 주변
역 북쪽 로터리 부근에 일본 열도 중심의 마을비가 설립되었다.
- 사노 시청 다누마 청사(옛, 다누마 정사무소)
- 사노 시립 다누마 도서관
- 아레나 타누마
- 사노 시민 병원
- 다누마 우체국
- 가라사와야마 신사

## 인접역
| 도부 철도 사노 선              | 도부 철도 사노 선 | 도부 철도 사노 선    |
| ------------------------------ | ----------------- | -------------------- |
| TI 36 요시미즈 다테바야시 방면 |                   | 다다 TI 38 구즈 방면 |